# Список астероїдів (201701—201800)
| Назва                    | Тимчасове позначення | Дата відкриття    | Місце відкриття           | Відкривач                        |
| ------------------------ | -------------------- | ----------------- | ------------------------- | -------------------------------- |
| (201701) 2003 UD139      | 2003 UD139           | 16 жовтня 2003    | Паломарська обсерваторія  | NEAT                             |
| (201702) 2003 UW140      | 2003 UW140           | 16 жовтня 2003    | Паломарська обсерваторія  | NEAT                             |
| (201703) 2003 UY140      | 2003 UY140           | 16 жовтня 2003    | Паломарська обсерваторія  | NEAT                             |
| (201704) 2003 UK150      | 2003 UK150           | 20 жовтня 2003    | Сокорро (Нью-Мексико)     | LINEAR                           |
| (201705) 2003 UE159      | 2003 UE159           | 20 жовтня 2003    | Обсерваторія Кітт-Пік     | Spacewatch                       |
| (201706) 2003 UO162      | 2003 UO162           | 21 жовтня 2003    | Сокорро (Нью-Мексико)     | LINEAR                           |
| (201707) 2003 UC163      | 2003 UC163           | 21 жовтня 2003    | Сокорро (Нью-Мексико)     | LINEAR                           |
| (201708) 2003 UJ163      | 2003 UJ163           | 21 жовтня 2003    | Сокорро (Нью-Мексико)     | LINEAR                           |
| (201709) 2003 UC164      | 2003 UC164           | 21 жовтня 2003    | Сокорро (Нью-Мексико)     | LINEAR                           |
| (201710) 2003 UO167      | 2003 UO167           | 22 жовтня 2003    | Сокорро (Нью-Мексико)     | LINEAR                           |
| (201711) 2003 UF168      | 2003 UF168           | 22 жовтня 2003    | Сокорро (Нью-Мексико)     | LINEAR                           |
| (201712) 2003 UQ172      | 2003 UQ172           | 20 жовтня 2003    | Сокорро (Нью-Мексико)     | LINEAR                           |
| (201713) 2003 UA176      | 2003 UA176           | 21 жовтня 2003    | Станція Андерсон-Меса     | LONEOS                           |
| (201714) 2003 UA179      | 2003 UA179           | 21 жовтня 2003    | Паломарська обсерваторія  | NEAT                             |
| (201715) 2003 UM181      | 2003 UM181           | 21 жовтня 2003    | Сокорро (Нью-Мексико)     | LINEAR                           |
| (201716) 2003 UN181      | 2003 UN181           | 21 жовтня 2003    | Обсерваторія Кітт-Пік     | Spacewatch                       |
| (201717) 2003 UM183      | 2003 UM183           | 21 жовтня 2003    | Паломарська обсерваторія  | NEAT                             |
| (201718) 2003 UL186      | 2003 UL186           | 22 жовтня 2003    | Сокорро (Нью-Мексико)     | LINEAR                           |
| (201719) 2003 UD189      | 2003 UD189           | 22 жовтня 2003    | Обсерваторія Кітт-Пік     | Spacewatch                       |
| (201720) 2003 UO189      | 2003 UO189           | 22 жовтня 2003    | Обсерваторія Кітт-Пік     | Spacewatch                       |
| (201721) 2003 UP189      | 2003 UP189           | 22 жовтня 2003    | Обсерваторія Кітт-Пік     | Spacewatch                       |
| (201722) 2003 UK190      | 2003 UK190           | 22 жовтня 2003    | Обсерваторія Кітт-Пік     | Spacewatch                       |
| (201723) 2003 UG192      | 2003 UG192           | 23 жовтня 2003    | Станція Андерсон-Меса     | LONEOS                           |
| (201724) 2003 UM193      | 2003 UM193           | 20 жовтня 2003    | Сокорро (Нью-Мексико)     | LINEAR                           |
| (201725) 2003 UE194      | 2003 UE194           | 20 жовтня 2003    | Сокорро (Нью-Мексико)     | LINEAR                           |
| (201726) 2003 UH195      | 2003 UH195           | 20 жовтня 2003    | Обсерваторія Кітт-Пік     | Spacewatch                       |
| (201727) 2003 UB196      | 2003 UB196           | 20 жовтня 2003    | Обсерваторія Кітт-Пік     | Spacewatch                       |
| (201728) 2003 UM199      | 2003 UM199           | 21 жовтня 2003    | Сокорро (Нью-Мексико)     | LINEAR                           |
| (201729) 2003 UO219      | 2003 UO219           | 21 жовтня 2003    | Обсерваторія Кітт-Пік     | Spacewatch                       |
| (201730) 2003 US224      | 2003 US224           | 22 жовтня 2003    | Обсерваторія Кітт-Пік     | Spacewatch                       |
| (201731) 2003 UY225      | 2003 UY225           | 22 жовтня 2003    | Обсерваторія Кітт-Пік     | Spacewatch                       |
| (201732) 2003 UG228      | 2003 UG228           | 23 жовтня 2003    | Станція Андерсон-Меса     | LONEOS                           |
| (201733) 2003 UQ248      | 2003 UQ248           | 25 жовтня 2003    | Обсерваторія Кітт-Пік     | Spacewatch                       |
| (201734) 2003 UQ250      | 2003 UQ250           | 25 жовтня 2003    | Сокорро (Нью-Мексико)     | LINEAR                           |
| (201735) 2003 UY251      | 2003 UY251           | 26 жовтня 2003    | Каталінський огляд        | Каталінський огляд               |
| (201736) 2003 UZ254      | 2003 UZ254           | 25 жовтня 2003    | Обсерваторія Кітт-Пік     | Spacewatch                       |
| (201737) 2003 UF258      | 2003 UF258           | 25 жовтня 2003    | Обсерваторія Кітт-Пік     | Spacewatch                       |
| (201738) 2003 UT262      | 2003 UT262           | 26 жовтня 2003    | Обсерваторія Галеакала    | NEAT                             |
| (201739) 2003 UQ263      | 2003 UQ263           | 27 жовтня 2003    | Сокорро (Нью-Мексико)     | LINEAR                           |
| (201740) 2003 UQ264      | 2003 UQ264           | 27 жовтня 2003    | Сокорро (Нью-Мексико)     | LINEAR                           |
| (201741) 2003 UR264      | 2003 UR264           | 27 жовтня 2003    | Сокорро (Нью-Мексико)     | LINEAR                           |
| (201742) 2003 UJ265      | 2003 UJ265           | 27 жовтня 2003    | Сокорро (Нью-Мексико)     | LINEAR                           |
| (201743) 2003 UZ265      | 2003 UZ265           | 28 жовтня 2003    | Сокорро (Нью-Мексико)     | LINEAR                           |
| (201744) 2003 UB266      | 2003 UB266           | 28 жовтня 2003    | Сокорро (Нью-Мексико)     | LINEAR                           |
| (201745) 2003 UE268      | 2003 UE268           | 28 жовтня 2003    | Сокорро (Нью-Мексико)     | LINEAR                           |
| (201746) 2003 UN276      | 2003 UN276           | 29 жовтня 2003    | Обсерваторія Галеакала    | NEAT                             |
| (201747) 2003 UN280      | 2003 UN280           | 27 жовтня 2003    | Сокорро (Нью-Мексико)     | LINEAR                           |
| (201748) 2003 UT293      | 2003 UT293           | 18 жовтня 2003    | Сокорро (Нью-Мексико)     | LINEAR                           |
| (201749) 2003 UH297      | 2003 UH297           | 16 жовтня 2003    | Обсерваторія Кітт-Пік     | Spacewatch                       |
| (201750) 2003 UY306      | 2003 UY306           | 18 жовтня 2003    | Обсерваторія Кітт-Пік     | Spacewatch                       |
| 201751 Steinhardt        | 2003 UZ314           | 23 жовтня 2003    | Обсерваторія Апачі-Пойнт  | Слоанівський цифровий огляд неба |
| (201752) 2003 UJ323      | 2003 UJ323           | 16 жовтня 2003    | Обсерваторія Кітт-Пік     | Spacewatch                       |
| (201753) 2003 UM340      | 2003 UM340           | 18 жовтня 2003    | Обсерваторія Кітт-Пік     | Spacewatch                       |
| (201754) 2003 UN359      | 2003 UN359           | 19 жовтня 2003    | Обсерваторія Кітт-Пік     | Spacewatch                       |
| (201755) 2003 UO371      | 2003 UO371           | 22 жовтня 2003    | Обсерваторія Апачі-Пойнт  | Слоанівський цифровий огляд неба |
| (201756) 2003 VR4        | 2003 VR4             | 15 листопада 2003 | Обсерваторія Кітт-Пік     | Spacewatch                       |
| (201757) 2003 WZ11       | 2003 WZ11            | 18 листопада 2003 | Паломарська обсерваторія  | NEAT                             |
| (201758) 2003 WC26       | 2003 WC26            | 21 листопада 2003 | Обсерваторія Тенаґра      | Міхаель Шварц, Пауло Ольворсем   |
| (201759) 2003 WG33       | 2003 WG33            | 18 листопада 2003 | Паломарська обсерваторія  | NEAT                             |
| (201760) 2003 WJ36       | 2003 WJ36            | 19 листопада 2003 | Обсерваторія Кітт-Пік     | Spacewatch                       |
| (201761) 2003 WX36       | 2003 WX36            | 19 листопада 2003 | Сокорро (Нью-Мексико)     | LINEAR                           |
| (201762) 2003 WN37       | 2003 WN37            | 19 листопада 2003 | Сокорро (Нью-Мексико)     | LINEAR                           |
| (201763) 2003 WX37       | 2003 WX37            | 19 листопада 2003 | Сокорро (Нью-Мексико)     | LINEAR                           |
| (201764) 2003 WV38       | 2003 WV38            | 19 листопада 2003 | Сокорро (Нью-Мексико)     | LINEAR                           |
| (201765) 2003 WA43       | 2003 WA43            | 16 листопада 2003 | Каталінський огляд        | Каталінський огляд               |
| (201766) 2003 WE45       | 2003 WE45            | 19 листопада 2003 | Паломарська обсерваторія  | NEAT                             |
| (201767) 2003 WT45       | 2003 WT45            | 19 листопада 2003 | Паломарська обсерваторія  | NEAT                             |
| (201768) 2003 WQ67       | 2003 WQ67            | 19 листопада 2003 | Обсерваторія Кітт-Пік     | Spacewatch                       |
| (201769) 2003 WE71       | 2003 WE71            | 20 листопада 2003 | Паломарська обсерваторія  | NEAT                             |
| (201770) 2003 WL81       | 2003 WL81            | 20 листопада 2003 | Обсерваторія Кітт-Пік     | Spacewatch                       |
| (201771) 2003 WS82       | 2003 WS82            | 19 листопада 2003 | Паломарська обсерваторія  | NEAT                             |
| (201772) 2003 WP83       | 2003 WP83            | 21 листопада 2003 | Сокорро (Нью-Мексико)     | LINEAR                           |
| (201773) 2003 WO85       | 2003 WO85            | 20 листопада 2003 | Сокорро (Нью-Мексико)     | LINEAR                           |
| (201774) 2003 WV85       | 2003 WV85            | 20 листопада 2003 | Сокорро (Нью-Мексико)     | LINEAR                           |
| (201775) 2003 WA93       | 2003 WA93            | 19 листопада 2003 | Станція Андерсон-Меса     | LONEOS                           |
| (201776) 2003 WQ94       | 2003 WQ94            | 19 листопада 2003 | Станція Андерсон-Меса     | LONEOS                           |
| 201777 Деронда (Deronda) | 2003 WE98            | 24 листопада 2003 | Обсерваторія Столова Гора | Дж. Янґ                          |
| (201778) 2003 WL103      | 2003 WL103           | 21 листопада 2003 | Сокорро (Нью-Мексико)     | LINEAR                           |
| (201779) 2003 WD104      | 2003 WD104           | 21 листопада 2003 | Сокорро (Нью-Мексико)     | LINEAR                           |
| (201780) 2003 WJ105      | 2003 WJ105           | 21 листопада 2003 | Сокорро (Нью-Мексико)     | LINEAR                           |
| (201781) 2003 WC107      | 2003 WC107           | 22 листопада 2003 | Сокорро (Нью-Мексико)     | LINEAR                           |
| (201782) 2003 WR107      | 2003 WR107           | 23 листопада 2003 | Каталінський огляд        | Каталінський огляд               |
| (201783) 2003 WU109      | 2003 WU109           | 20 листопада 2003 | Сокорро (Нью-Мексико)     | LINEAR                           |
| (201784) 2003 WS113      | 2003 WS113           | 20 листопада 2003 | Сокорро (Нью-Мексико)     | LINEAR                           |
| (201785) 2003 WF124      | 2003 WF124           | 20 листопада 2003 | Сокорро (Нью-Мексико)     | LINEAR                           |
| (201786) 2003 WT126      | 2003 WT126           | 20 листопада 2003 | Сокорро (Нью-Мексико)     | LINEAR                           |
| (201787) 2003 WV131      | 2003 WV131           | 19 листопада 2003 | Станція Андерсон-Меса     | LONEOS                           |
| (201788) 2003 WF134      | 2003 WF134           | 21 листопада 2003 | Сокорро (Нью-Мексико)     | LINEAR                           |
| (201789) 2003 WK135      | 2003 WK135           | 21 листопада 2003 | Сокорро (Нью-Мексико)     | LINEAR                           |
| (201790) 2003 WO135      | 2003 WO135           | 21 листопада 2003 | Сокорро (Нью-Мексико)     | LINEAR                           |
| (201791) 2003 WY137      | 2003 WY137           | 21 листопада 2003 | Сокорро (Нью-Мексико)     | LINEAR                           |
| (201792) 2003 WF139      | 2003 WF139           | 21 листопада 2003 | Сокорро (Нью-Мексико)     | LINEAR                           |
| (201793) 2003 WQ142      | 2003 WQ142           | 21 листопада 2003 | Сокорро (Нью-Мексико)     | LINEAR                           |
| (201794) 2003 WA145      | 2003 WA145           | 21 листопада 2003 | Сокорро (Нью-Мексико)     | LINEAR                           |
| (201795) 2003 WE145      | 2003 WE145           | 21 листопада 2003 | Сокорро (Нью-Мексико)     | LINEAR                           |
| (201796) 2003 WY150      | 2003 WY150           | 24 листопада 2003 | Станція Андерсон-Меса     | LONEOS                           |
| (201797) 2003 WS154      | 2003 WS154           | 26 листопада 2003 | Сокорро (Нью-Мексико)     | LINEAR                           |
| (201798) 2003 WJ161      | 2003 WJ161           | 30 листопада 2003 | Обсерваторія Кітт-Пік     | Spacewatch                       |
| (201799) 2003 WL168      | 2003 WL168           | 19 листопада 2003 | Паломарська обсерваторія  | NEAT                             |
| (201800) 2003 WM189      | 2003 WM189           | 20 листопада 2003 | Паломарська обсерваторія  | NEAT                             |